# Santa Catalina (Jujuy)
Santa Catalina es una localidad del norte argentino, y cabecera del departamento homónimo, provincia de Jujuy. Es la 2.ª localidad permanentemente habitada más norteña de la Argentina, luego de El Angosto. Se encuentra a 67 km al oeste de La Quiaca.
Es un lugar minero, con ex yacimientos auríferos, teniendo en su río la tentación de hallar, mediante un cedazo, pepitas de oro. Hay cría de llamas, ovejas y cabras.

## Turismo
- Antigua Iglesia del siglo XVII, con arte de la imaginería colonial. Está frente a la Plaza principal, al lado del viejo edificio de la familia Saravia, formando un conjunto arquitectónico. La torre, de 10 m, tiene tres pisos telescópicos, con el mismo ancho de la nave (10 m), construida por encima del dintel. El atrio, contenido en la torre, sigue a una nave de 32 m, cuyos antiguos altares se reemplazaron por otros del siglo XX.

Santa Catalina también es conocida por la elaboración de quesillos artesanales.

## Fiestas Patronales
En la Localidad de Cusi Cusi la Fiesta Patronal se realizan el 3 de mayo. 

## Sismicidad
La sismicidad del área de Jujuy es frecuente y de intensidad baja, y un silencio sísmico de terremotos medios a graves cada 40 años.
- Sismo de 1863: aunque dicha actividad geológica catastrófica, ocurre desde épocas prehistóricas, el terremoto del 4 de enero de 1863 (162 años),[3] señaló un hito importante dentro de la historia de eventos sísmicos jujeños, con 6,4 Richter. Pero nada cambió extremando cuidados y/o restringiendo códigos de construcción.[2]
- Sismo de 1948: el 25 de agosto de 1948 (76 años) con 7,0 Richter, el cual destruyó edificaciones y abrió numerosas grietas en inmensas zonas[3][2]
- Sismo de 2009: el 6 de noviembre de 2009 (15 años) con 5,6 Richter

## Comunidad de Ciénega de Paicone

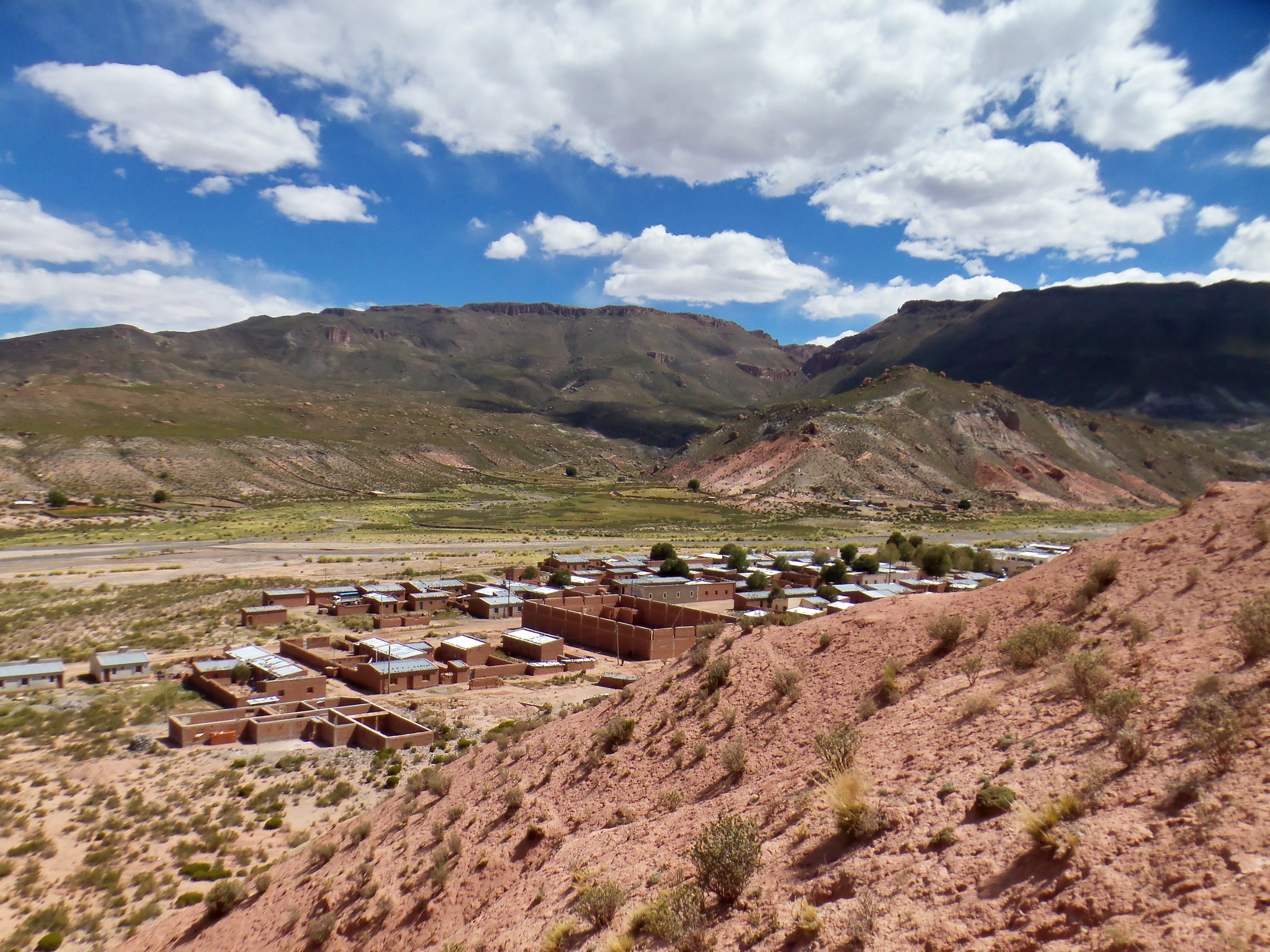
Esta comunidad se encuentra a 120 km de la ciudad de La Quiaca y a 3.700 m.s.n.m aproximadamente.

## Parroquias de la Iglesia católica en Santa Catalina
| Prelatura territorial | Humahuaca                    |
| --------------------- | ---------------------------- |
| Parroquia             | Santa Catalina de Alejandría |